# BMW E60
La BMW E60 è la quinta generazione della BMW Serie 5, un'autovettura di fascia alta prodotta dalla casa automobilistica tedesca BMW dal 2003 al 2010.

## Storia e profilo
Nel 2003, la BMW E39, ossia la quarta generazione della Serie 5 venne sostituita dalla nuova E60, caratterizzata da un design "di rottura", che si ispirava alla Serie 7 E65. Il periodo in cui la nuova Serie 5 va a debuttare è piuttosto contrastato all'interno del quartier generale della Casa di Monaco, specialmente all'interno del reparto stile BMW, dove il responsabile Chris Bangle stava letteralmente rivoluzionando l'intera gamma proponendo modelli dal design molto anticonformista, a tal punto che due anni prima, in seguito al lancio della quarta serie della Serie 7, molti affezionati della Casa tedesca firmarono una petizione che chiedeva il licenziamento dello stesso Bangle, proprio a causa del deciso distacco operato da quest'ultimo nei confronti delle classiche, confortanti linee dei precedenti modelli. Il licenziamento non avvenne ed il designer statunitense continuò anche negli anni successivi a "vestire" le BMW degli anni 2000. Sotto gli occhi apprensivi della clientela più tradizionalista passarono anche le linee della E60, che ha debuttato a metà del 2003. In effetti, questo nuovo modello, analogamente alla serie 7 E65, rompe in maniera decisa con le E39, che di fatto invecchia di colpo pur mantenendo la classica eleganza BMW.
Il nuovo modello dell'era Bangle è caratterizzato da un corpo vettura piuttosto spigoloso, specie in coda, ma che sposa con efficacia anche elementi curvilinei, specialmente nel frontale, dove spiccano i due gruppi ottici avvolgenti dotati di un "ciglio" che prosegue fino al parafango laterale: tale ciglio comprende una fila di led gialli che fungono da luci di posizione abbinati ai quattro anelli circolari intorno ai fari. La fiancata è la parte meno tormentata, ma nella vista di tre quarti i passaruota appaiono sporgenti, in modo da dare la giusta grinta alla linea della vettura, ma senza troppi eccessi. La coda è la parte più spigolosa, ed è caratterizzata dal cofano del vano bagagli che pare "appoggiato" al corpo vettura.
L'interno era molto minimalista: spariva il classico cruscotto orientato di 7,5° verso il guidatore, per far posto ad una lunga fascia dritta declinata in diversi materiali che spaziavano dalla plastica effetto alluminio fino a vari tipi di radica.
Ma la novità più importante era la manopola dell'interfaccia i-Drive, che, riuscendo a gestire tutte le funzioni principali della vettura, permetteva l'eliminazione dei vari pulsanti. Questa interfaccia, che derivava direttamente da quella portata al debutto con la Serie 7 E65, era stata ulteriormente semplificata e resa più intuitiva, e pur essendo stata oggetto di critiche dalla concorrenza, nell'immediato futuro si diffuse anche presso altri marchi, pur con altre denominazioni commerciali, in particolare presso Audi (Mmi) e Mercedes-Benz (Comand Plus).
La strumentazione abbandonava i classici quattro elementi circolari a doppia gemellatura a favore di due elementi circolari con al centro un grande display che costituiva l'interfaccia per l'i-drive.
Dal punto di vista tecnico, la E60 propone soluzioni già viste nella E39 unite ad altre inedite. Tra quelle riprese dal modello precedente vanno senz'altro ricordati gli schemi delle sospensioni in alluminio, anteriormente di tipo MacPherson ad asse sterzante semivirtuale (doppio snodo) e posteriormente di tipo multilink a 4 bracci e mezzo. Tra le novità telaistiche va invece segnalata l'ottimizzazione della distribuzione dei pesi tra assale anteriore e posteriore, dovuta all'impiego di lega di alluminio per la parte anteriore della scocca, che diviene così più leggera e compensa l'aggravio di peso dovuto alla presenza del propulsore. I freni sono ovviamente a disco. 
Le motorizzazioni disponibili sulla E60 inizialmente erano la 520i (6 cilindri 24v, 2171 cm³ 170 CV), la 525i (6 cilindri 24v 2494 cm³, 193 CV), la 530i (6 cilindri 24v 2979 cm³, 231 CV), la 545i (V8 32v 4398 cm³, 333 CV), la 525d (6 cilindri 24v 2497 cm³, 177 CV) e la 530d (6 cilindri 24v 2996 cm³, 218 CV).
Le versioni confermavano i classici allestimenti Eletta, Attiva e Futura, mentre per la 545i fu creato un allestimento che compendiava tutti gli altri denominato Eccelsa.
Anche l'elettronica, com'è oramai consuetudine, viene utilizzata a profusione nella E60, e si ritrova in numerosi dispositivi atti alla sicurezza su strada ed al piacere di guida. Oltre agli immancabili airbag e all'ABS, vengono proposti il DSC ed il DTC, ma anche lo sterzo attivo, che migliora la precisione di guida e di inserimento in curva. Inoltre, a pagamento, è possibile ottenere anche il Dynamic Drive, ossia le barre antirollio attive che adeguano il loro intervento a seconda della velocità in curva, riducendo in maniera decisa il coricamento laterale. Tra le altre "chicche" vanno segnalati i fari bixeno autoadattativi, che variano l'angolo del fascio luminoso in funzione dell'angolo di sterzata, dell'imbardata e della velocità della vettura, ma anche l'innovativo Head-Up display, che proietta le principali informazioni sul parabrezza in modo tale che il conducente non distolga gli occhi dalla strada.

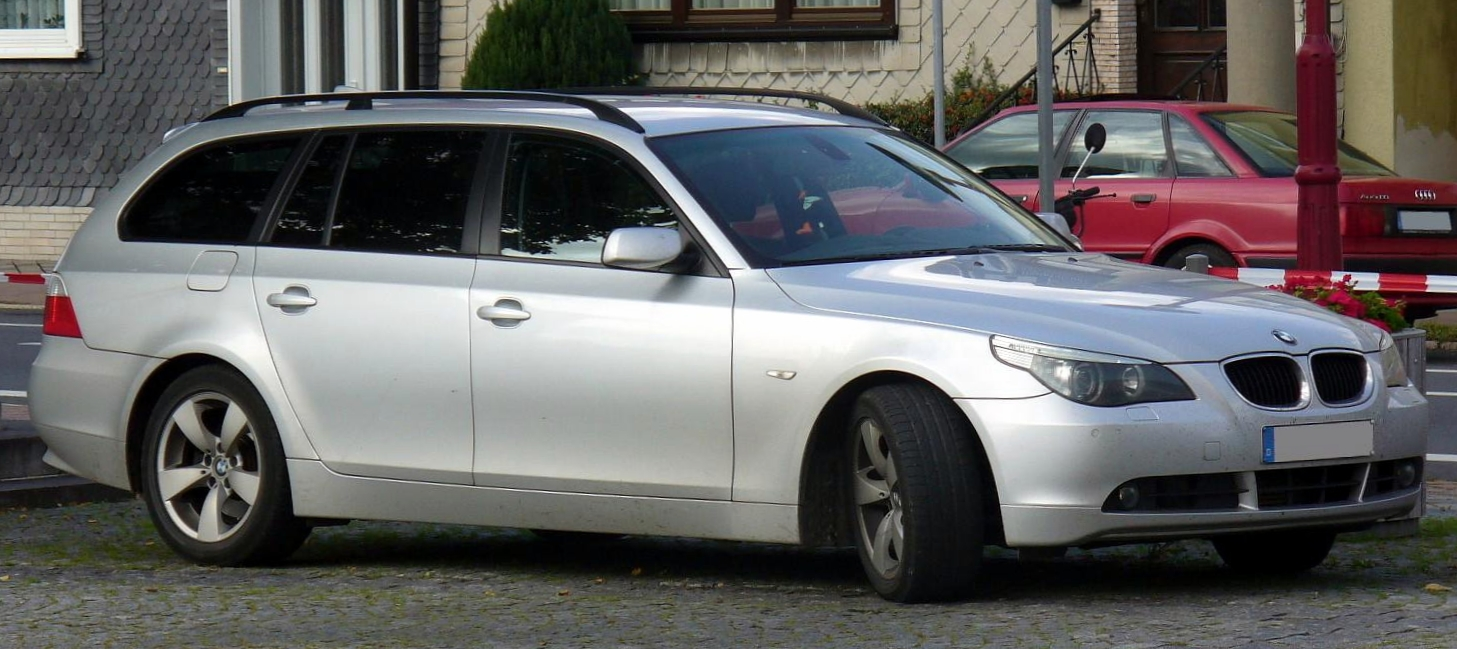
Vista di una Serie 5 E61 Touring

Nel 2004 viene introdotta la versione Touring, ossia la station wagon, contraddistinta dalla sigla di progetto E61, che propone uno stile di carrozzeria un po' meno osé, pur essendo chiaramente derivata dalla più ardita berlina. Le motorizzazioni ricalcano quelle della berlina stessa, mentre dal punto di vista della praticità, il portellone può essere aperto per intero oppure può essere aperto il solo lunotto. L'ampio vano bagagli, i cui 500 litri di spazio possono salire a ben 1650 abbattendo il divanetto posteriore, può a richiesta essere aperto o chiuso elettricamente, poiché tra gli optional specifici per la versione Touring vi è un dispositivo che apre il portellone tramite un comando nell'antifurto e lo richiude tramite un pulsante sul portellone stesso.
Successivamente, venne presentata la M5, che, dotata di un nuovo V10 in alluminio derivato direttamente da quello di Formula 1, era capace di 507 CV. Tale versione verrà proposta anche con carrozzeria station wagon, dando origine alla M5 Touring.

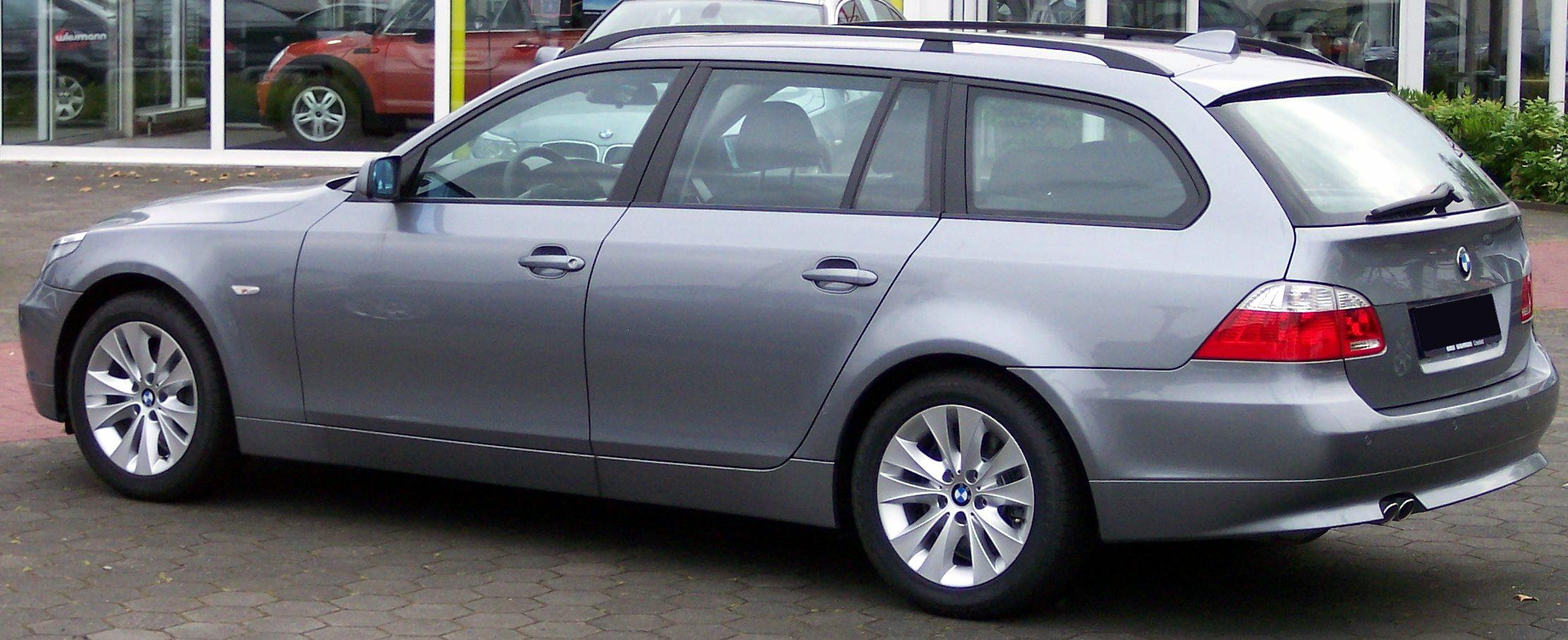
Vista posteriore di una Serie 5 E61 Touring

Tra il 2004 e il 2005 vennero introdotte svariate nuove motorizzazioni: 
- 520i (6 cilindri, 16 valvole, 1995 cm³, 170 CV)
- 523i (6 cilindri, 24 valvole, 2497 cm³, 177 CV)
- 525i (6 cilindri, 24 valvole, 2494 cm³, 218 CV)
- 530i (6 cilindri, 24 valvole, 2996 cm³, 258 CV)
- 540i (8 cilindri a V, 32 valvole 4000 cm³, 306 CV)
- 550i (8 cilindri a V, 32 valvole 4795 cm³, 367 CV)
- 520d (4 cilindri, 16 valvole, 1995 cm³, 163 CV)
- 525d (6 cilindri, 24 valvole, 2996 cm³, 197 CV)
- 530d (6 cilindri, 24 valvole, 2996 cm³, 231 CV)

Inoltre, nello stesso periodo, fecero la loro comparsa le versioni x a trazione integrale x-drive sulle 525xi, 530xi, 530xd, e un nuovo diesel a doppia sovralimentazione in parallelo, che con 272 CV, permettevano alla 535d (6 cilindri 24v 2996 cm³) prestazioni da primato assoluto nel segmento dei diesel a sei cilindri.
Nel 2007 fu la volta di un leggerissimo restyling, che prevedeva fari posteriori a led, nuovi scudi paracolpi, e all'interno nuovi pannelli porta e materiali più curati.
Con l'occasione fu lanciato un nuovo allestimento molto ricercato denominato "M sport", caratterizzato da elementi esterni presi in prestito dalla M5 come i paraurti più aerodinamici, le minigonne laterali e i battitacco in alluminio con il logo M sport, oltre ad accorgimenti tecnici volti a rendere la guida più dinamica rispetto alle versioni tradizionali.
Insieme al restyling vennero aggiunte nuove motorizzazioni volte a sostituire le precedenti con la stessa denominazione: 520i (4 cilindri, 16 valvole, 1995 cm³, 170 CV), 523i (6 cilindri, 24 valvole, 2497 cm³, 190 CV), 525i (6 cilindri, 24 valvole, 2996 cm³, 218 CV), 530i (6 cilindri, 24 valvole, 2996 cm³, 272 CV), 535i (6 cilindri biturbo, 24 valvole, 2979 cm³, 306 CV), 520d (4 cilindri, 16 valvole, 1995 cm³, 177 CV), 525d (6 cilindri, 24 valvole, 2993 cm³, 197 CV), 530d (6 cilindri, 24 valvole, 2996 cm³, 235 CV) e 535d (6 cilindri, 24 valvole, 2996 cm³, 286 CV).
Nella primavera del 2010, con il lancio della nuova generazione della Serie 5, la F10, la berlina E60 viene tolta di produzione, lasciando in listino solo la E61, ossia la station wagon. All'inizio dell'estate dello stesso anno, anche quest'ultima esce di scena, lasciando il posto alla giardinetta F11.

### Riepilogo caratteristiche e versioni
Di seguito vengono riportate le caratteristiche delle varie versioni di BMW E60, ossia delle berline. Le versioni Touring sono accreditate di una massa a vuoto superiore di 90 kg, una velocità massima inferiore di 5–6 km/h ed un'accelerazione da 0 a 100 km/h coperta con circa 2 decimi di secondo in ritardo. 
| Modello                               | Motore      | Cilindrata cm³ | Potenza CV/rpm | Coppia Nm/rpm  | Trazione | Massa a vuoto (kg) | Velocità max | Acceler. 0–100 km/h | Consumo (l/100 km) | Anni di produzione |
| A benzina                             |             |                |                |                |          |                    |              |                     |                    |                    |
| 520i                                  | M54B22      | 2171           | 170/6700       | 210/4250       | P        | 1.560              | 230          | 9"                  | 9                  | 2003-05            |
| 520i                                  | N43B20O1    | 1995           | 170/6100       | 210/3500       | P        | 1.460              | 224          | 8"7                 | 7.1                | 2007-10            |
| 523i                                  | N52B25      | 2497           | 177/5800       | 230/3500       | P        | 1.470              | 235          | 8"5                 | 8.5                | 2005-07            |
| 523i                                  | N53B25      | 2497           | 190/5800       | 235/3500       | P        | 1.500              | 237          | 8"2                 | 7.5                | 2007               |
| 523i                                  | N53B25      | 2497           | 190/5800       | 240/3500       | P        | 1.500              | 237          | 8"1                 | 7.5                | 2007-10            |
| 525i                                  | M54B25      | 2494           | 192/6000       | 245/3500       | P        | 1.565              | 238          | 7"9                 | 9.5                | 2003-05            |
| 525i                                  | N52B25OL    | 2497           | 218/6500       | 250/2750       | P        | 1.475              | 245          | 7"5                 | 8.7                | 2005-07            |
| 525i                                  | N53B30UL    | 2996           | 218/6100       | 270/2400       | P        | 1.605              | 243          | 7"4                 | 7.7                | 2007-10            |
| 525xi 525xDrive dalla fine del 2008   | N52B25OL    | 2497           | 218/6500       | 250/2750       | I        | 1.590              | 237          | 8"3                 | 9.7                | 2005-07            |
| 525xi 525xDrive dalla fine del 2008   | N53B30UL    | 2996           | 218/6100       | 270/2400       | I        | 1.720              | 233          | 8"2                 | 8.5                | 2007-10            |
| 530i                                  | M54B30      | 2979           | 231/5900       | 300/3500       | P        | 1.570              | 250          | 6"9                 | 9.6                | 2003-05            |
| 530i                                  | N52B30      | 2996           | 258/6600       | 300/2500       | P        | 1.475              | 250          | 6"5                 | 8.8                | 2005-07            |
| 530i                                  | N53B30OL    | 2996           | 272/6700       | 320/2750       | P        | 1.530              | 250          | 6"3                 | 7.7                | 2007-10            |
| 530xi 530xDrive dalla fine del 2008   | N52B30      | 2996           | 258/6600       | 300/2500       | I        | 1.600              | 250          | 6"8                 | 9.8                | 2005-07            |
| 530xi 530xDrive dalla fine del 2008   | N53B30OL    | 2996           | 272/6700       | 320/2750       | I        | 1.635              | 250          | 6"6                 | 8.2                | 2007-10            |
| 535i (solo per gli USA)               | N54         | 2979           | 306/5800       | 400/ 1300-5000 | P        | 1.640              | 250          | 6"1                 | -                  | 2007-10            |
| 540i                                  | N62B40      | 4000           | 306/6300       | 390/3500       | P        | 1.635              | 250          | 6"2                 | 10.5               | 2005-10            |
| 545i                                  | N62B44      | 4398           | 333/6100       | 450/3600       | P        | 1.705              | 250          | 5"8                 | 10.9               | 2003-05            |
| 550i                                  | N62B48      | 4799           | 367/6300       | 490/3400       | P        | 1.660              | 250          | 5"5                 | 10.8               | 2005-10            |
| M5                                    | S85B50      | 4999           | 507/7750       | 521/6100       | P        | 1.755              | 250          | 4"7                 | 14.8               | 2005-10            |
| A gasolio                             |             |                |                |                |          |                    |              |                     |                    |                    |
| 520d                                  | M47TU2D20   | 1995           | 163/4000       | 340/ 2000-2750 | P        | 1.510              | 223          | 8"6                 | 6                  | 2005-07            |
| 520d                                  | N47D20      | 1995           | 177/4000       | 350/ 1750-3000 | P        | 1.510              | 231          | 8"3                 | 5.2                | 2007-10            |
| 525d                                  | M57TUD25    | 2497           | 177/4000       | 400/ 2000-2750 | P        | 1.660              | 230          | 8"1                 | 6.9                | 2003-07            |
| 525d                                  | M57TU2D30   | 2993           | 197/4000       | 400/ 1300-3250 | P        | 1.580              | 237          | 7"6                 | 6.3                | 2007-10            |
| 525xd (525xDrive dalla fine del 2008) | M57TU2D30   | 2993           | 197/4000       | 400/ 1300-3250 | I        | 1.670              | 232          | 7"8                 | 6.8                | 2007-10            |
| 530d                                  | M57TUD30    | 2993           | 218/4000       | 500/ 2000-2750 | P        | 1.670              | 245          | 7"1                 | 6.9                | 2003-05            |
| 530d                                  | M57TU2D30   | 2993           | 231/4000       | 500/ 1750-3000 | P        | 1.595              | 250          | 6"8                 | 6.8                | 2005-07            |
| 530d                                  | M57TU2D30OL | 2993           | 235/4000       | 500/ 1750-3000 | P        | 1.590              | 250          | 6"8                 | 6.5                | 2007-10            |
| 530xd (530xDrive dalla fine del 2008) | M57TU2D30   | 2993           | 231/4000       | 500/ 1750-3000 | I        | 1.660              | 242          | 6"8                 | 7.6                | 2005-07            |
| 530xd (530xDrive dalla fine del 2008) | M57TU2D30OL | 2993           | 235/4000       | 500/ 1750-3000 | I        | 1.685              | 242          | 6"6                 | 6.9                | 2007-10            |
| 535d                                  | M57D30TOP   | 2993           | 272/4400       | 560/ 2000-2250 | P        | 1.660              | 250          | 6"5                 | 8                  | 2004-07            |
| 535d                                  | M57TUD30TOP | 2993           | 286/4400       | 580/ 1750-2250 | P        | 1.660              | 250          | 6"4                 | 7.2                | 2007-10            |

### La produzione
La Serie 5 E60 è prodotta oltre che nei tradizionali stabilimenti europei in Germania a Monaco di Baviera anche in altri stati e continenti.
Sin dagli anni settanta è attiva la produzione in Indonesia nello stabilimento di Giacarta. In Egitto vengono prodotte "Serie 5" dalla Bavarian Auto nello stabilimento di Città del 6 ottobre dove vengono anche realizzate le Serie 3, Serie 7 e X3. Di recente è iniziata la produzione anche in nuove fabbriche asiatiche, la più importante in Thailandia, lo stabilimento di Rayong inaugurato nel maggio 2000 in seguito a un investimento di 25 milioni di dollari produce la Serie 5 e Serie 7 e la suv X3. Nel 2003 attraverso la joint venture con il costruttore cinese Brilliance la Serie 5 e la Serie 3 sono prodotte anche in Cina a Shenyang. Qui la E60 viene prodotta anche in versione a passo lungo.
Dal 2004 è attiva la produzione in Malaysia nello stabilimento di Selangor in cui viene prodotta anche la Serie 3. Infine nel 2007 è iniziata la produzione di Serie 3 e Serie 5 in India, a Chennai e in Pakistan a Karachi.
Inoltre, la E60 è stata prodotta anche con il marchio Alpina, equipaggiata con il 4.4 litri BMW sovralimentato, proposto in due livelli di potenza (500 e 530 CV).
Il 23 novembre 2009, viene presentata in anteprima la nuova generazione, la F10, in vendita dal 2010, la linea è come sempre sportiva ma anche elegante e filante, come quella dell'ultima serie 7, la serie F01/F02. Novità è il cambio automatico a 8 rapporti e i motori 6 cilindri ritoccati per una maggiore potenza, minori consumi e minori emissioni.